# Grosse Tête (vallée de la Tarentaise)
Pour les articles homonymes, voir Grosse Tête.
La Grosse Tête est un sommet de France situé dans la massif de la Vanoise, à 2 728 mètres d'altitude, sur le territoire des communes des Allues et de Courchevel, en Savoie.